# Хайдушка поляна
„Хайдушка поляна“ с подзаглавие Македонска литературна сбирка е българско периодично литературно списание, излизало в 1903 година в София, България.
Главен уредник на списанието е Пиновски (псевдоним на Димитър Молеров), а помощници са К. Суодолски (псевдоним на Костадин Молеров) и Т. К. Ясен. Печата се в София, в печатницата на Георги А. Ножаров.
Списанието публикува разкази и стихотворения из живота на македонските революционери и повестта „След пленството на Мис Стон“. Повестта е написана от Димитър Молеров..